# Лаґевники (Радомщанський повіт)
Лаґевники (пол. Łagiewniki) — село в Польщі, у гміні Кодромб Радомщанського повіту Лодзинського воєводства.
Населення — 172 особи (2011).
У 1975-1998 роках село належало до Пйотрковського воєводства.

## Демографія
Демографічна структура станом на 31 березня 2011 року:
|          | Загалом | Допрацездатний вік | Працездатний вік | Постпрацездатний вік |
| -------- | ------- | ------------------ | ---------------- | -------------------- |
| Чоловіки | 91      | 14                 | 70               | 7                    |
| Жінки    | 81      | 12                 | 47               | 22                   |
| Разом    | 172     | 26                 | 117              | 29                   |